# Гулязи
Гулязи (тур. Gölyazı, Апольонт, Apolyont) — турецкий город, основанный на небольшом полуострове на озере Улубат. Был основан в 600 году до н. э. и считается одним из самых древних мест в области Бурсе.
Город Гулязи был основан древними греками, здесь же имеется сооружения Римского периода (фундаменты домов).
Каждый год в городе проводился фестиваль под названием Аист. В древности город был известен как Аполлониада (Аполлония на реке Риндак), нынешнее название города Gölyazı означает Рыбачка.

## История
Город, возможно, основан как колония древнегреческого города Милета. В древности в городе чеканили монеты. С 450 года на монетах был изображен якорь — символ Аполлона. К этому символу и относилось древнее название города — Аполлоний. Город процветал в Эллинистические времена.
Римский император Адриан навещал этот город. В византийский период он принадлежал епархии Bithinya, Никомидии. В 1302 году Османский король Османа I укрывался в замке города после битвы Bapheus.

## Достопримечательности
Руины Gölyazı расположены в 3.7 км к югу от шоссе. К ним относятся:
- Древняя римская дорога.
- Саркофаг и крышка из природного камня расположены на краю древней дороги.
- Так называемые «каменные ворота» находятся на самой узкой части полуострова. Городские стены имеют толщину до 5 метров.
- Древняя греческая церковь (находится на реставрации).
- Остатки древней городской стены, покрытые надписями и барельефами.

Руины начинаются в 3,7 км к югу от шоссе у древние дороги. На древней дороге шириной 1,7 метром видны следы древних колесниц.

## Галерея

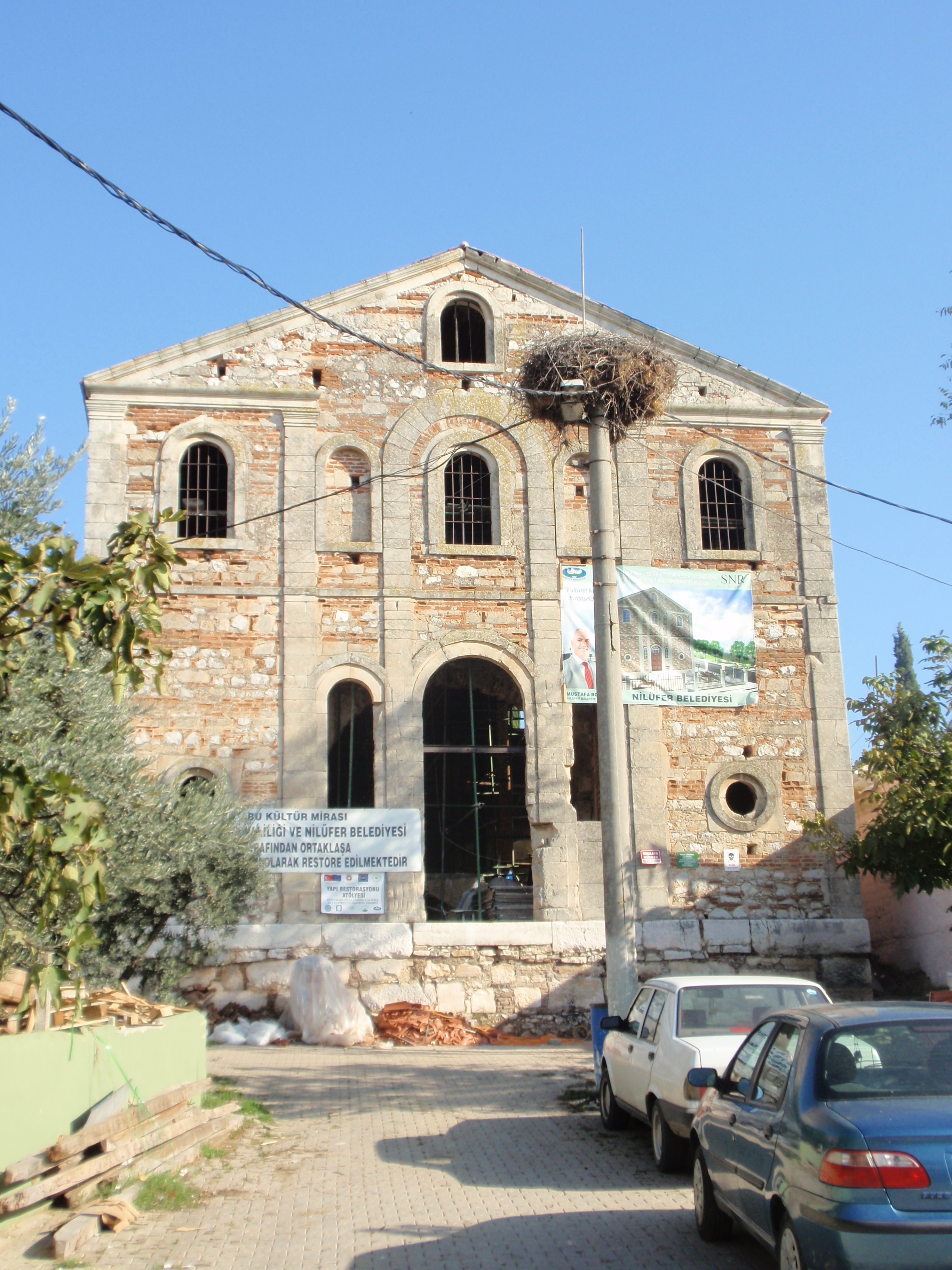
Остатки древней греческой церкви
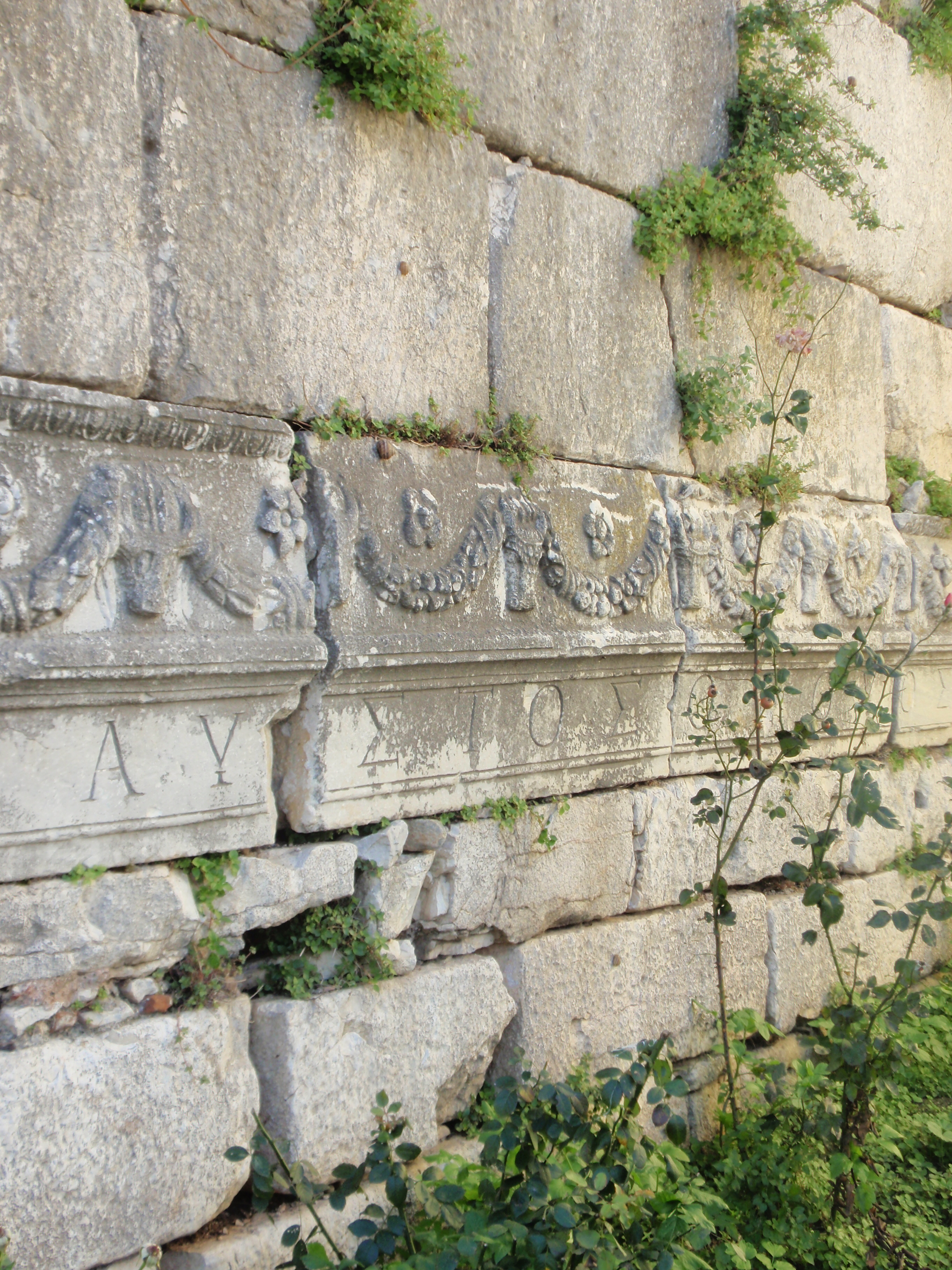
Остатки древней городской стены
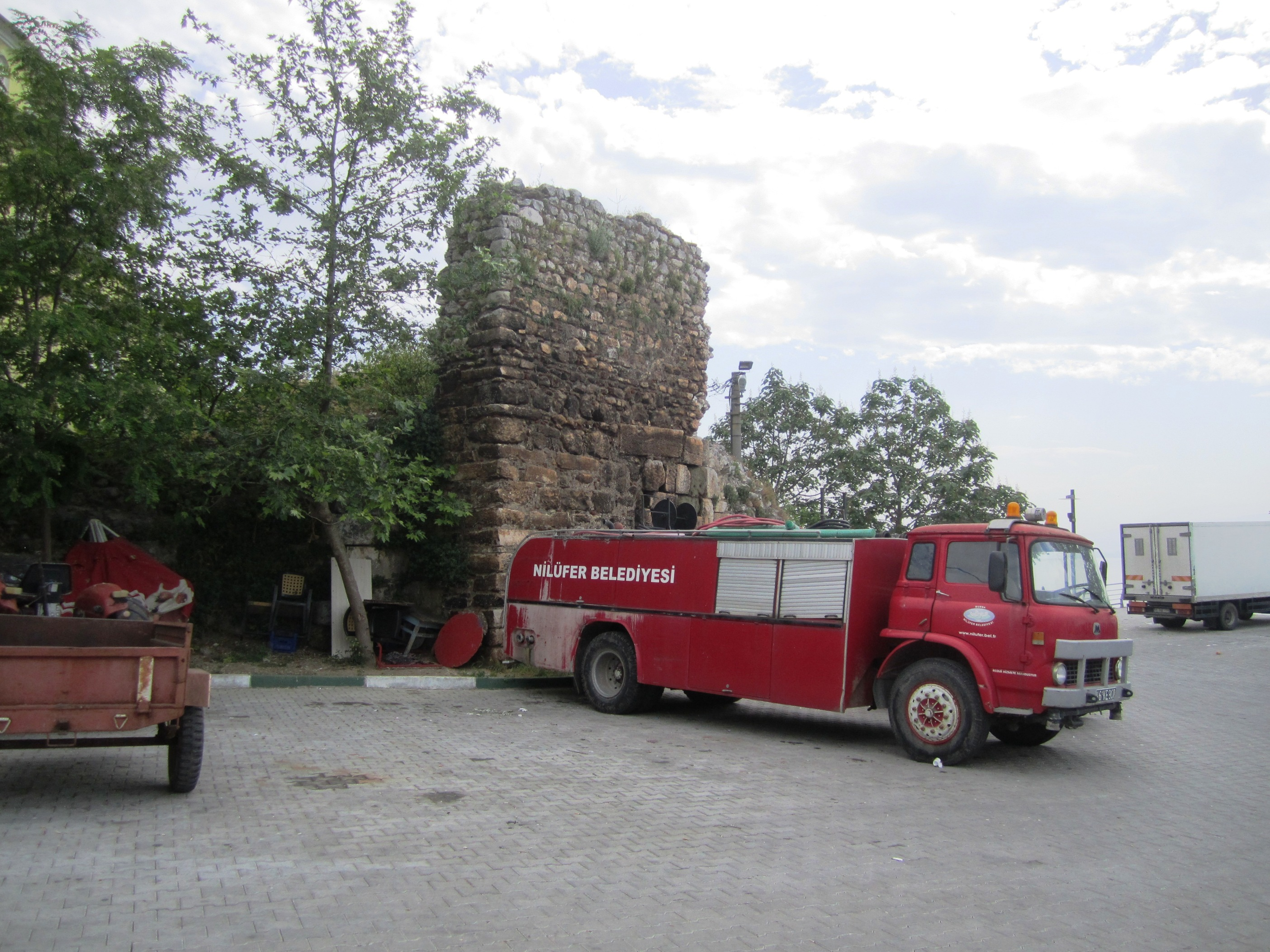
Остатки древнего города
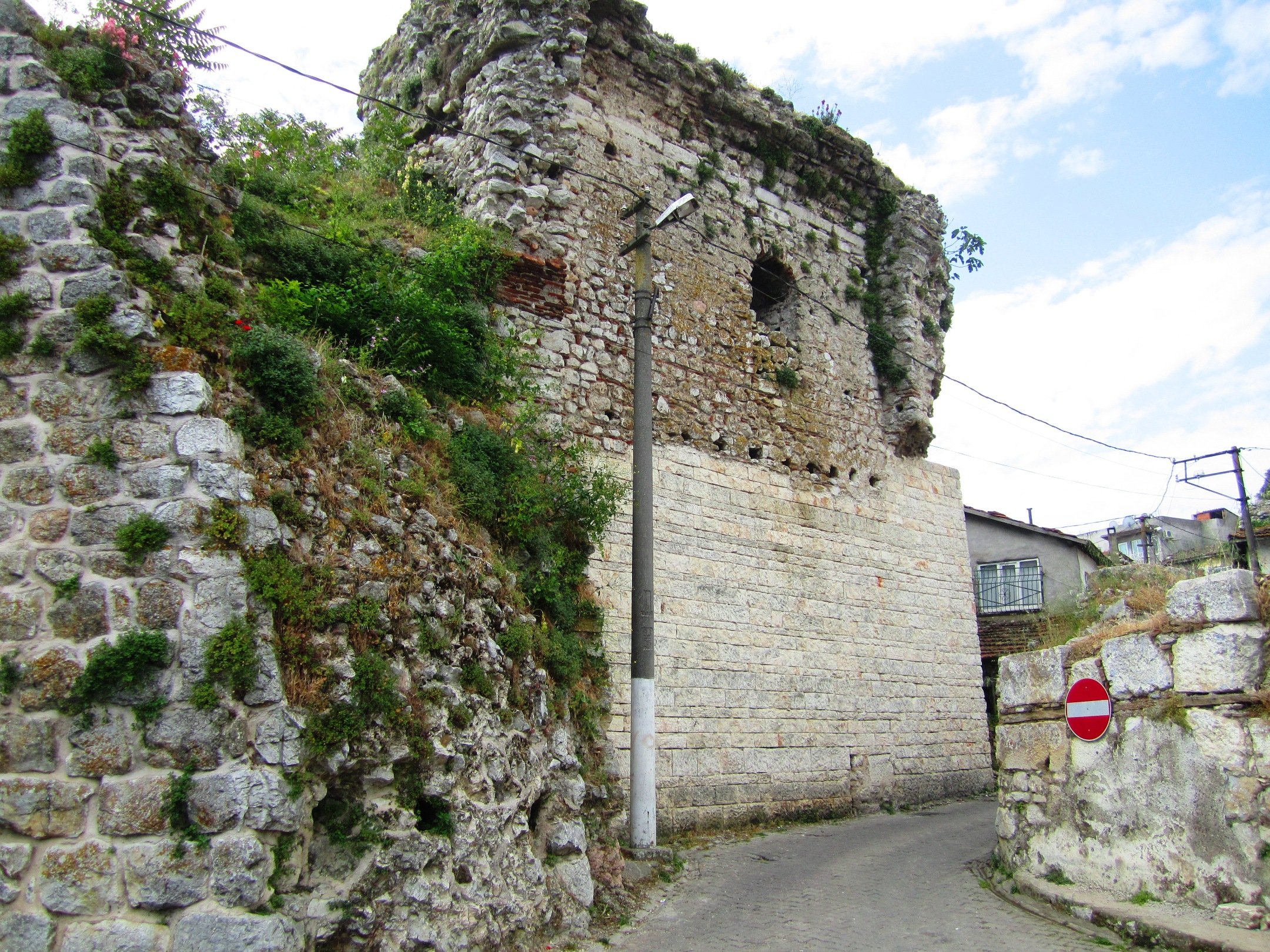
Руины города Гулязи (Аполлония)
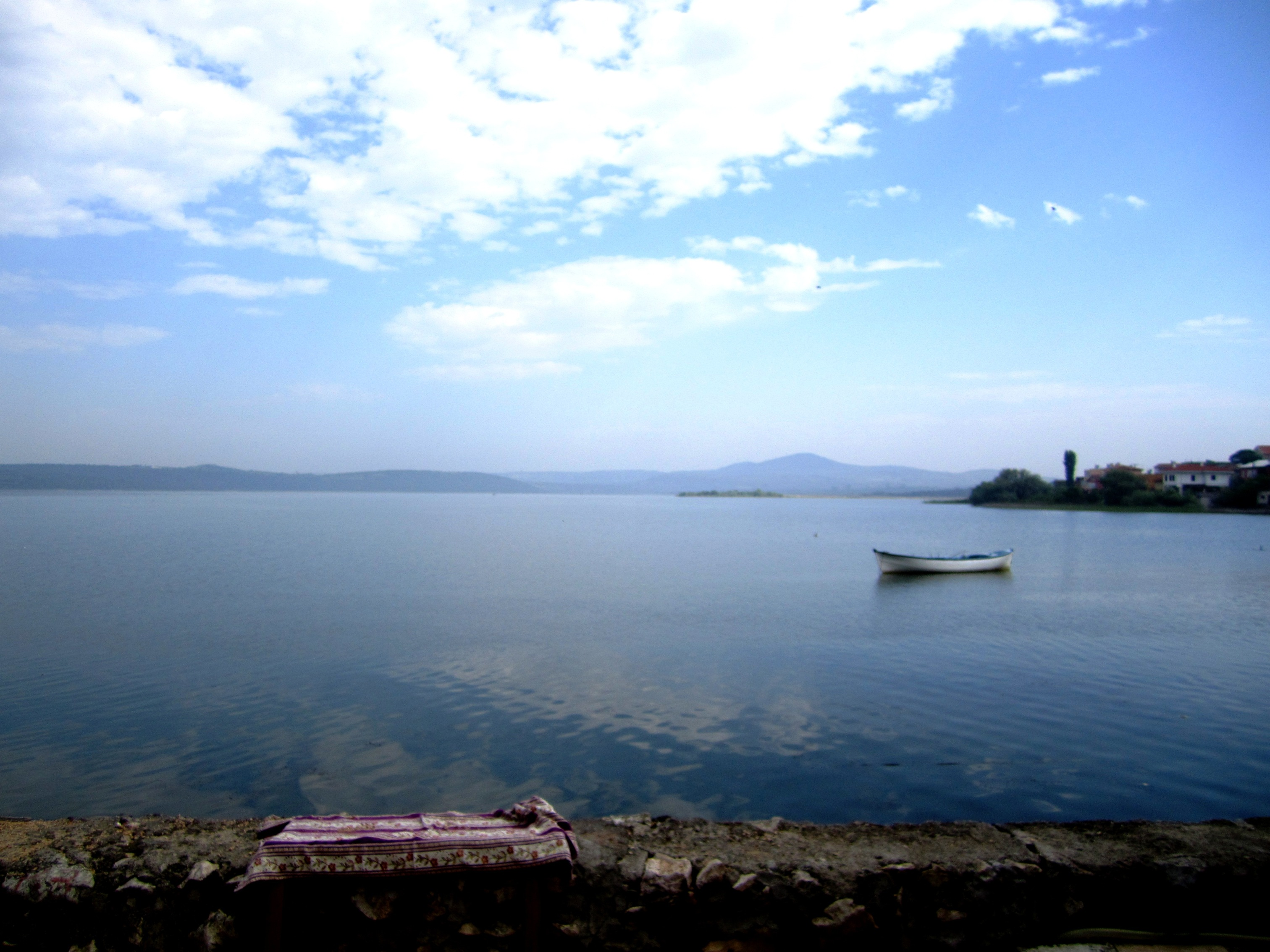
Озеро у города Гулязи